# Sidi Chaib
Sidi Chaib (în arabă سيدي شعيب) este o comună din provincia Sidi Bel Abbès, Algeria.
Populația comunei este de 4.411 locuitori (2008).